# Johann Philipp Burckhard Asbrand
Johann Philipp Burckhard Asbrand (* 19. September 1722 in Spangenberg; † 20. Dezember 1779 in Rinteln) war ein deutscher reformierter Theologe.

## Leben
Johann Philipp Burckhard Asbrand wurde als Sohn des Rentmeisters und Justizbeamten Johann Ernst Asbrand und dessen Frau Maria Elisabeth Becker geboren. Er studierte an der Universität Marburg unter Ries, Kirchmeier, Hartmann und Spangenberg, wo er am 16. November 1744 zum Magister der philosophischen Wissenschaften ernannt wurde. Ab dem 27. Mai 1756 war er Prediger der reformierten Gemeinde in Rinteln und war Professor der griechischen Sprache an der dortigen Universität. Welche Aufgabe er bis zu seinem Tod versah. 
Asbrand war zweimal verheiratet. Seine erste Ehe schloss er am 3. Juni 1763 mit Margarethe Elisabeth Kleinschmidt († 27. November 1773 in Rinteln), der Tochter des Metropoliten in Vach Justus Hermann Kleinschmidt. Aus der Ehe stammen zwei Söhne und eine Tochter. 1777 heiratete er zum zweiten Mal Franciske Bucher, die Tochter des Kammerdieners Johann Friedrich Bucher.

## Werke
- Diss. philosof. qua grattudo vere sapienti necessaria ostenditur. Marburg 1741
- Diss. de imagine Dei in homine primaevo, fini convenientissima. Marburg 1743
- De fine Thecratiae Israelitarum particulari, gentium salutem respiciente. Rinteln 1760
- Programma de statu hominum primaevorum primo et utriusque arboris vitae et cognitionis boni et mali vero significatu. Rinteln 1772
- Kurze Widerlegung der Schrift: Vom Zwecke Jesu und seiner Jünger Kassel 1779